# Campionati del mondo di ciclismo su pista 2023 - Corsa a eliminazione femminile
La gara di corsa a eliminazione femminile ai campionati del mondo di ciclismo su pista si svolse il 6 agosto 2023.

## Podio
| Pos.    | Atleta           | Nazionalità |
| ------- | ---------------- | ----------- |
| Oro     | Lotte Kopecky    | Belgio      |
| Argento | Valentine Fortin | Francia     |
| Bronzo  | Jennifer Valente | Stati Uniti |

## Risultati
| Posizione | Atleta             | Nazione       |
| --------- | ------------------ | ------------- |
| 1         | Lotte Kopecky      | Belgio        |
| 2         | Valentine Fortin   | Francia       |
| 3         | Jennifer Valente   | Stati Uniti   |
| 4         | Rachele Barbieri   | Italia        |
| 5         | Elinor Barker      | Gran Bretagna |
| 6         | Olivija Baleišytė  | Lituania      |
| 7         | Sarah Van Dam      | Canada        |
| 8         | Anita Stenberg     | Norvegia      |
| 9         | Lea Lin Teutenberg | Germania      |
| 10        | Yareli Acevedo     | Messico       |
| 11        | Ebtissam Mohamed   | Egitto        |
| 12        | Patrycja Lorkowska | Polonia       |
| 13        | Maho Kakita        | Giappone      |
| 14        | Gabriela Bártová   | Rep. Ceca     |
| 15        | Argiro Milaki      | Grecia        |
| 16        | Marit Raaijmakers  | Paesi Bassi   |
| 17        | Alžbeta Bačíková   | Rep. Ceca     |
| 18        | Nafosat Qo'ziyeva  | Uzbekistan    |
| 19        | Chloe Moran        | Australia     |
| 20        | Emily Shearman     | Nuova Zelanda |
| 21        | Léna Mettraux      | Svizzera      |
| 22        | Emily Kay          | Irlanda       |
| 23        | Laura Rodríguez    | Spagna        |